# Кейсі Ваятор
Кейсі Ваятор (англ. Casey Viator, нар. 4 вересня 1951, м. Лафаєт, Луїзіана) — американський культурист 1960—1970-х рр. Наймолодший «Містер Америка»; він завоював цей титул у 19 років. Завоювавши титул, зробив перерву в 10 років, після цього знов повернувся до спорту. Тренувався в Артура Джонса.